# Horst Kutscher

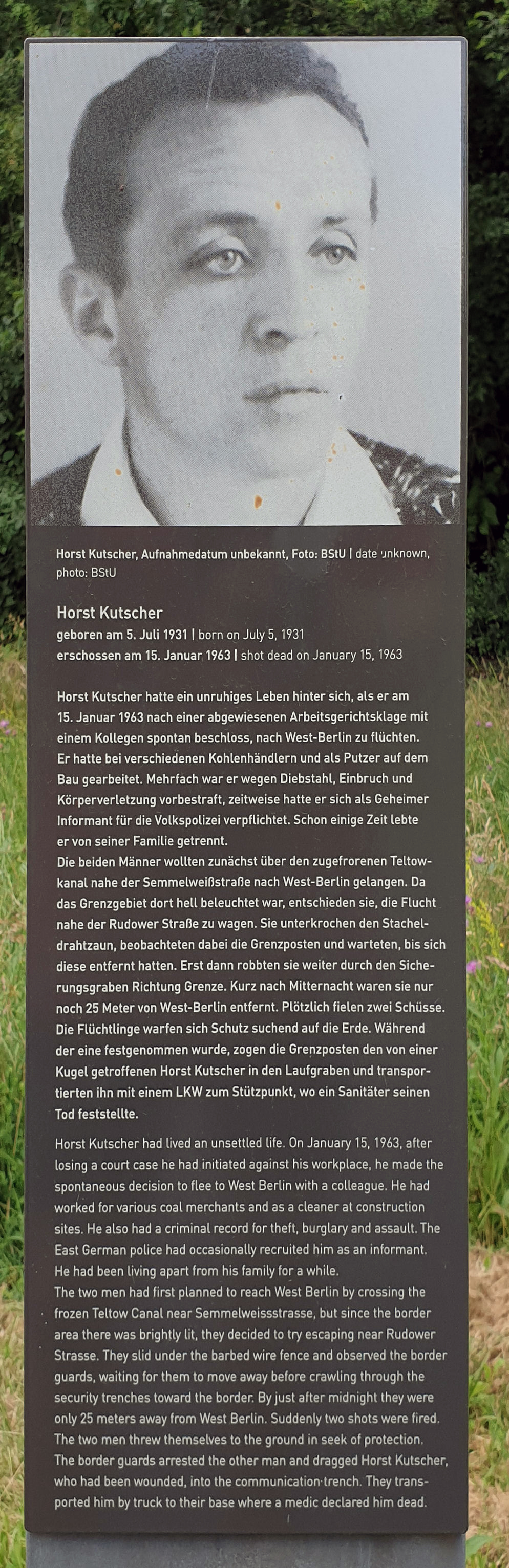
Gedenktafel am Berliner Mauerweg, in Berlin-Altglienicke

Horst Kutscher (* 5. Juli 1931 in Berlin; † 15. Januar 1963 ebenda) war ein Todesopfer an der Berliner Mauer. Bei einem Fluchtversuch aus der DDR erschoss ihn ein Angehöriger der Grenztruppen der DDR an der Rudower Straße.

## Leben
Als jüngstes Kind einer 15-köpfigen Familie wurde Horst Kutscher im Bezirk Treptow geboren und wuchs in Adlershof auf. Mit 14 Jahren verließ er die Schule, um eine Lehre als Autoschlosser zu beginnen, die er nach sechs Monaten abbrechen musste. Anschließend arbeitete er erst als Putzer, später bei Kohlehändlern in Ost-Berlin. Er heiratete 1952. Mit seiner Frau hatte er sechs Kinder. Kutscher war mehrfach wegen Diebstahl, Einbruch und Körperverletzung zu Zuchthaus- und Gefängnisstrafen verurteilt worden. Die Volkspolizei warb Kutscher 1956 zum Informanten, bis sie sich nach zwei Monaten von ihm wegen Unzuverlässigkeit trennte.
Im April desselben Jahres flüchtete Kutscher in die Bundesrepublik Deutschland. Seine Frau kam mit den Kindern zu ihm nach Bochum nach. Dort wurde ihr viertes Kind geboren. Nach einem Jahr kehrte die Familie nach Ost-Berlin zurück. Horst Kutscher arbeitete als Grenzgänger fortan in West-Berlin. 1960 zog er zu seinem Vater. Die Ehe wurde im November 1962 wegen Kutschers Alkoholproblemen geschieden. Ebenfalls wegen Alkoholkonsums verlor er zusammen mit seinem Freund Joachim F. im Dezember 1962 seine Anstellung in einer Kohlenhandlung. Als das Stadtbezirksarbeitsgericht Treptow ihre Klage gegen die fristlose Entlassung am 14. Januar 1963 abgewiesen hatte, verbrachten sie den Nachmittag in verschiedenen Gaststätten. Stark angetrunken beschlossen sie, in den Westen zu fliehen.
Gegen 22 Uhr begaben sie sich zum Grenzgebiet an der Semmelweißstraße. Sie wollten über den zugefrorenen Teltowkanal nach West-Berlin. Im Rahmen der verstärkten Grenzüberwachung wegen des am 15. Januar beginnenden VI. Parteitags der SED war das Grenzgebiet am Teltowkanal vollständig ausgeleuchtet. Horst Kutscher und F. änderten ihren Plan. In einer Gartenkolonie an der Rudower Straße krochen sie unter einem Zaun der Grenze hindurch und verharrten geduckt im Grenzstreifen, bis sich anwesende Grenzposten von ihnen entfernten. Anschließend robbten sie zum zweiten und letzten Grenzzaun. Ohne Vorwarnung wurde zweimal auf sie geschossen. F. wurde festgenommen. Horst Kutscher war von einer Kugel getroffen worden und verstarb auf dem Transport zum Stützpunkt der Grenzer.
Horst Kutscher wurde anonym begraben. Seine Familie durfte nicht an der Beerdigung teilnehmen. In West-Berlin wurde der Tod Kutschers im Oktober 1963 durch einen ehemaligen Mithäftling des wegen Republikflucht einsitzenden F. bekannt.
Am 27. August 1997 verurteilte das Landgericht Berlin den Todesschützen zu einem Jahr und drei Monaten Freiheitsstrafe auf Bewährung.